# Eventi sportivi nel 2011
In questa voce sono raccolti i maggiori eventi sportivi del 2011 a livello internazionale, elencati per disciplina in ordine alfabetico.

## Atletica
- 4 - 6 marzo: Campionati europei di atletica leggera indoor 2011, Parigi  Francia
- 20 marzo: Campionati del mondo di corsa campestre 2011, Punta Umbría  Spagna
- 6 maggio - 16 settembre: IAAF Diamond League 2011, varie località
- 6 - 10 luglio: Campionati del mondo allievi di atletica leggera 2011, Lilla  Francia
- 14 - 17 luglio: Campionati europei under 23 di atletica leggera 2011, Ostrava  Rep. Ceca
- 21 - 24 luglio: Campionati europei juniores di atletica leggera 2011, Tallinn  Estonia
- 24 agosto - 4 settembre: Campionati del mondo di atletica leggera 2011, Taegu  Corea del Sud

## Badminton
- 15 - 20 febbraio: Campionato europeo a squadre miste di badminton 2011, Amsterdam  Paesi Bassi

## Biathlon
- 3 - 13 marzo 2011: Campionati mondiali di biathlon 2011, Chanty-Mansijsk  Russia

## Bob
- 14 - 27 febbraio: Campionati mondiali di bob 2011, Königssee  Germania

## Calcio
- 7 - 27 gennaio: Coppa d'Asia 2011, varie località  Qatar
- 25 gennaio - 22 giugno: Coppa Libertadores 2011, varie località
- 5 - 25 giugno: CONCACAF Gold Cup 2011, varie località  Stati Uniti
- 12 - 25 giugno: Campionato europeo di calcio Under 21, varie località  Danimarca
- 26 giugno - 10 luglio: Campionato mondiale di calcio Under-17 2011,  Germania
- 26 giugno - 17 luglio: Campionato mondiale femminile di calcio 2011, varie località  Germania
- 1º - 24 luglio: Copa América 2011, varie località  Argentina
- 29 luglio - 20 agosto: Campionato mondiale di calcio Under-20 2011, varie località  Colombia
- 1º - 11 settembre: Campionato mondiale di beach soccer 2011, Ravenna  Italia
- 8 - 18 dicembre: Coppa del mondo per club FIFA 2011,  Giappone

## Canottaggio
- 28 agosto - 4 settembre: Campionati del mondo di canottaggio 2011, Bled  Slovenia

## Ciclismo
- 29 - 30 gennaio: Campionati del mondo di ciclocross 2011, Sankt Wendel  Germania
- 23 - 27 marzo: Campionati del mondo di ciclismo su pista 2011, Apeldoorn  Paesi Bassi
- 7 maggio - 29 maggio: Giro d'Italia 2011
- 2 luglio - 23 luglio: Tour de France 2011
- 20 agosto - 11 settembre: Vuelta a España 2011
- 31 agosto - 4 settembre: Campionati del mondo di mountain bike 2011, Champéry  Svizzera
- 19 - 25 settembre: Campionati del mondo di ciclismo su strada 2011, Copenaghen  Danimarca

## Cricket
- 19 febbraio - 2 aprile: Coppa del Mondo di cricket 2011, varie località  India,  Sri Lanka,  Bangladesh

## Curling
- 2 - 10 dicembre: Campionati europei di curling 2011, Mosca  Russia

## Football americano
- 6 febbraio: Super Bowl XLV, Arlington  Stati Uniti
- 23 - 30 aprile: Qualificazioni al campionato europeo di football americano Under-19 2011
- 8 - 16 luglio: Campionato mondiale di football americano 2011, Innsbruck, Graz e Vienna  Austria
- 28 agosto - 3 settembre: Campionato europeo di football americano Under-19 2011, Siviglia  Spagna

## Ginnastica artistica
- 4 - 10 aprile: IV Campionati europei individuali di ginnastica artistica, Berlino  Germania
- 7 - 16 ottobre: Campionati mondiali di ginnastica artistica 2011, Tokyo  Giappone

## Ginnastica ritmica
- 26 - 29 maggio: Campionati europei di ginnastica ritmica 2011, Minsk  Bielorussia
- 20 - 26 settembre: Campionati mondiali di ginnastica ritmica 2011, Lilla  Francia

## Hockey su ghiaccio
- 16 - 25 aprile: Campionato mondiale di hockey su ghiaccio femminile 2011, Zurigo e Winterthur  Svizzera
- 29 aprile - 15 maggio: Campionato mondiale di hockey su ghiaccio 2011, Košice e Bratislava  Slovacchia

## Hockey su pista
- 24 settembre - 1º ottobre: Campionato mondiale di hockey su pista 2011, San Juan  Argentina

## Hockey su slittino
- 12 - 20 febbraio: Campionato europeo di hockey su slittino 2011, Sollefteå  Svezia

## Judo
- 21 - 24 aprile: Campionati europei di judo 2011, Istanbul  Turchia

## Motori
- 10 febbraio - 13 novembre: Campionato del mondo rally 2011, varie località
- 20 febbraio - 20 novembre: NASCAR Sprint Cup Series 2011, varie località degli Stati Uniti d'America
- 27 febbraio - 16 ottobre: Campionato mondiale Superbike 2011 varie località
- 20 marzo - 6 novembre: Motomondiale 2011, varie località
- 27 marzo - 16 ottobre: Campionato Americano AAA/USAC/IRL/Indycar 2011, varie località
- 27 marzo - 27 novembre: Campionato Mondiale di Formula 1 2011, varie località
- 16 aprile – 18 settembre: Campionato europeo della montagna 2011

## Pallacanestro
- 18 giugno - 3 luglio: FIBA EuroBasket Women 2011, varie località  Polonia
- 17 - 28 agosto: Campionato africano maschile di pallacanestro, Antananarivo  Madagascar
- 21 – 28 agosto: Campionato asiatico femminile di pallacanestro, Ōmura  Giappone
- 30 agosto-11 settembre: Campionato americano maschile di pallacanestro, Mar del Plata  Argentina
- 31 agosto - 18 settembre: Campionato europeo maschile di pallacanestro, varie località  Lituania
- 7-11 settembre: Campionato oceaniano maschile di pallacanestro e Campionato oceaniano femminile di pallacanestro, varie località  Australia  Nuova Zelanda
- 15 - 25 settembre: Campionato asiatico maschile di pallacanestro, Wuhan  Cina
- 23 settembre - 2 ottobre: Campionato africano femminile di pallacanestro, Bamako  Mali
- 24 settembre - 1º ottobre: Campionato americano femminile di pallacanestro, Neiva  Colombia

## Pallamano
- 13 - 20 gennaio: Campionato mondiale maschile di pallamano 2011, varie località  Svezia
- 3 - 16 dicembre: Campionato mondiale femminile di pallamano 2011, varie località  Brasile

## Pallavolo
- 17 - 26 giugno: Campionati mondiali di beach volley 2011, Roma  Italia
- 6 - 10 luglio: World League di pallavolo 2011, Danzica  Polonia
- 5 - 28 agosto: World Grand Prix 2011, varie località, finali a Macao  Macao
- 9 - 18 settembre: Campionato europeo maschile di pallavolo 2011, varie località  Austria e  Rep. Ceca
- 22 settembre - 2 ottobre: Campionato europeo femminile di pallavolo 2011, varie località  Serbia e  Italia
- 4 - 18 novembre: Coppa del Mondo femminile di pallavolo 2011, varie località  Giappone
- 20 novembre - 4 dicembre: Coppa del Mondo maschile di pallavolo 2011, varie località  Giappone

## Pattinaggio di figura
- 24 - 29 gennaio: Campionati europei di pattinaggio di figura 2011, Berna  Svizzera
- 24 aprile - 1º maggio: Campionati mondiali di pattinaggio di figura 2011, Mosca  Russia

## Pattinaggio di velocità
- 10 - 13 marzo: Campionati mondiali di pattinaggio di velocità su distanza singola 2011, Inzell  Germania
- 11 - 13 marzo: Campionati mondiali di short track 2011, Sheffield  Regno Unito

## Pugilato
- 17 - 24 giugno: Campionati europei di pugilato dilettanti 2011, Ankara ( Turchia)
- 25 settembre - 7 ottobre: Campionati mondiali di pugilato dilettanti 2011, Baku ( Azerbaigian)
- 17 - 22 ottobre: Campionati europei di pugilato dilettanti femminili 2011, Rotterdam ( Paesi Bassi)

## Roller derby
- 1º - 4 dicembre: Campionato mondiale di roller derby 2011, Toronto  Canada

## Rugby
- 4 febbraio - 19 marzo: Sei Nazioni 2011, varie località
- 23 luglio - 27 agosto: Tri Nations 2011, varie località
- 9 settembre - 23 ottobre: Coppa del Mondo di rugby 2011, varie località  Nuova Zelanda

## Scherma
- 14 - 19 luglio: Campionato europeo di scherma 2011, Sheffield  Regno Unito
- 8 - 16 ottobre: Campionato mondiale di scherma 2011, Catania  Italia

## Sci alpino
- 7 - 20 febbraio: Campionati mondiali di sci alpino 2011, Garmisch-Partenkirchen  Germania

## Sci nordico
- 31 dicembre - 9 gennaio: Tour de Ski 2010-2011, varie località  Germania,  Italia
- 22 febbraio - 6 marzo: Campionati mondiali di sci nordico 2011, Oslo  Norvegia

## Slittino
- 28 - 30 gennaio: Campionati mondiali di slittino 2011, Cesana  Italia

## Sollevamento pesi
- 11 - 17 aprile: Campionati europei di sollevamento pesi 2011, Kazan'  Russia
- 5 - 11 novembre: Campionati mondiali di sollevamento pesi 2011, Parigi  Francia

## Sport acquatici
- 8 - 13 marzo: Campionati europei di tuffi 2011, Torino  Italia
- 16 - 31 luglio: Campionati mondiali di nuoto 2011, Shanghai  Cina
- 5 - 11 settembre: Campionati europei di nuoto di fondo 2011, Eilat  Israele
- 8 - 11 dicembre: Campionati europei di nuoto in vasca corta 2011, Stettino  Polonia

## Taekwondo
- 1º - 6 maggio: Campionati mondiali di taekwondo 2011, Gyeongju  Corea del Sud

## Tennis
- 17 - 30 gennaio: Australian Open 2011, Melbourne  Australia
- 5 febbraio - 6 novembre: Fed Cup 2011, varie località
- 4 marzo - 4 dicembre: Coppa Davis 2011, varie località
- 22 maggio - 5 giugno: Open di Francia 2011, Parigi  Francia
- 20 giugno - 27 giugno: Torneo di Wimbledon 2011, Londra  Inghilterra
- 29 agosto - 11 settembre: US Open 2011, New York  Stati Uniti
- Wta Championship
- ATP World Tour Finals 2011: vincitore: Roger Federer

## Tennis tavolo
- 8 - 15 maggio: Campionati mondiali di tennis tavolo 2011, Rotterdam  Paesi Bassi

## Manifestazioni multisportive
- 27 gennaio - 6 febbraio: XXV Universiade invernale, Erzurum  Turchia
- 30 gennaio - 6 febbraio: VII Giochi asiatici invernali, Almaty e Astana  Kazakistan
- 13 - 18 febbraio: X Festival olimpico invernale della gioventù europea, Liberec  Rep. Ceca
- 16 - 24 luglio: V Giochi mondiali militari, Rio de Janeiro  Brasile
- 23 - 29 luglio: XI Festival olimpico estivo della gioventù europea, Trebisonda  Turchia
- 12 - 23 agosto: XXVI Universiade, Shenzen  Cina
- 3 - 18 settembre: X Giochi Panafricani, Maputo  Mozambico
- 13 - 30 ottobre: XVI Giochi panamericani, Guadalajara  Messico